# Marcel Gauchet
Marcel Gauchet (Poilley, 1946) è un filosofo francese.
Professore emerito all'École des Hautes Études en Sciences Sociales (EHESS) di Parigi, è direttore della rivista Le Débat.

## Biografia
Cresciuto in Normandia, nel 1961 entra nella scuola di Saint-Lô volta a preparare gli insegnanti per l'equivalente francese dell'istituto magistrale. In questi anni si avvicina al gruppo comunista antistalinista di Socialisme ou Barbarie. Dopo aver insegnato un paio di anni in una scuola media di campagna vicino a Caen, prende un congedo per intraprendere gli studi universitari dal 1966 al 1971. All'università di Caen, oltre a conoscere il giovane assistente Alain Caillé, segue i corsi Claude Lefort, dal quale è colpito profondamente.
Nel 1968 partecipa con entusiasmo al movimento studentesco. Nei mesi che seguono il maggio 68 matura un'avversione radicale alla retorica e al linguaggio dell'ideologia marxista. La volontà di Gauchet diviene allora la ricerca di un modo di pensare la dimensione d'impegno politico alternativo a quello marxista.
Gli anni settanta sono per Gauchet quelli delle piccole ma molto stimolanti redazioni di Textures e Libre, dove si ritrovano oltre a Gauchet pensatori come Claude Lefort, Cornelius Castoriadis, Miguel Abensour e l'antropologo Pierre Clastres. È sul numero 2-3 di Textures, nel 1971, che viene pubblicato il fondamentale articolo Sur la démocratie: le politique et l'institution du social (un lungo contributo elaborato da Gauchet a partire da un corso tenuto da Lefort; le divergenti opinioni sull'importanza dei reciproci apporti fu motivo di un primo scontro fra i due, e l'articolo quindi non è stato più ripubblicato pur essendo una densissima sintesi della teoria dell'istituzione politica del sociale).
Gli anni settanta sono per Gauchet gli anni della collaborazione con la psichiatra Gladys Swain con cui comincia a studiare la storia della psichiatria ed elabora un'interpretazione per certi versi in dialogo e per altri contrapposta a quella di Michel Foucault, esposta in La Pratique de l'esprit humain, pubblicato nel 1980 nella collana di punta della saggistica dell'editore Gallimard.
Attraverso Claude Lefort entra in contatto con lo storico François Furet, di cui frequenta il seminario all'École des hautes études en sciences sociales, insieme a diversi storici e filosofi, come Pierre Manent e Pierre Rosanvallon, che costituiranno il nucleo storico del futuro Centre Raymond Aron, fondato da Lefort e Furet.
Nel maggio del 1980, lo storico Pierre Nora, figura chiave dell'editoria di Gallimard, domanda a Gauchet di diventare redattore capo della nuova rivista Le Débat, che si vuole promotrice di una svolta epistemologica che superi la vague strutturalista degli anni settanta. La pubblicazione del già citato La Pratique de l'esprit e il ruolo centrale ne Le Débat contribuiranno a suscitare l'avversione di Foucault.
Gli anni ottanta, a metà dei quali Gauchet pubblica la sua opera più importante, cioè Le Désenchantement du monde. Une histoire politique de la religion, si concludono che l'elezione all'EHESS nel 1989 e l'entrata al Centre de recherches politiques Raymond Aron.
Negli anni novanta e Duemila, Gauchet emerge come uno dei più importanti studiosi del politico e della democrazia in Francia e come intellettuale di primo piano, anche grazie a ricorrenti interventi su riviste e quotidiani come Le Monde.

## Concetti chiave del pensiero di Marcel Gauchet
- Istituzione politica del sociale. La concezione dell'istituzione politica del sociale è elaborata da Claude Lefort ed esposta compiutamente per la prima volta in un articolo scritto a quattro mani con Marcel Gauchet, Sur la démocratie: le politique et l'institution du social («Textures», 1971). La società, nonostante il conflitto e la divisione che l'attraversano, si pensa e funziona come una proiettando la propria unità in una rappresentazione di sé, il potere politico. In questa prospettiva, il potere è quindi allo stesso tempo e irriducibilmente simbolico ed esercizio del potere. Il politico è il momento, reiterato continuamente, attraverso cui la società istituisce se stessa.
- Duplice divisione. Il modello lefortiano dell'istituzione politica del sociale implica una duplice divisione: una divisione che attraversa la società (tra i pochi e i tanti, ricchi e poveri, potenti e plebe), una divisione che separa la società e il potere (come insegna Machiavelli, il principe, il potere non può mai coincidere con una delle parti in conflitto nella società; o, in altri termini, lo Stato non può mai ridursi a mero strumento della classe dominante; per essere esercitato il potere deve essere riconosciuto, non fosse altro che come controparte - nel potere, perché sia politico, la dominazione non può mai disgiungersi dalla funzione di rappresentazione che la società ha di sé). Il potere non si riduce mai alla o alle persone che lo incarnano; la capacità d'incarnare questa funzione rappresentativa rende il potere effettivo. L'invenzione democratica consiste allora, in questo modello lefortiano, nell'assumere, nel limite del possibile, la disgiunzione fra il potere politico e le sue incarnazioni: il potere è un “luogo vuoto”, la rappresentanza/rappresentazione legittima del Popolo sovrano non è che temporanea.
- Religione. A partire da questa concezione del politico e del sociale profondamente debitrice a Claude Lefort, Marcel Gauchet costruisce il proprio progetto intellettuale che si discosta radicalmente dall'approccio lefortiano tanto nel metodo che negli oggetti di studio: l'obiettivo diviene quello di una teoria interpretativa generale della storia. Con questo fine Gauchet si concentra sulla religione. Per Gauchet, la religione non è né una tensione individuale verso il trascendente, né una costruzione funzionale alla giustificazione del potere. La religione è una particolare maniera di strutturazione dello spazio sociale e umano. La forma più pura di religione si trova nelle forme di animismo proprie di quelle società che Pierre Clastres definisce “contro lo Stato”, prive cioè di una forma di potere politico distinguibile dall'espressione della società nella sua interezza. La legge viene cioè fatta risalire a un tempo e a forze assolutamente altro dal mondo umano presente; nessun membro della società può rivendicare un rapporto privilegiato con il trascendente. La nascita di un'istanza separata del potere è indisgiungibile da una trasformazione della religione: mondo terreno e trascendente entrano in rapporto. Quella che nella religione nella sua forma più pura era un disinnescamento totale dell'instabilità sociale, una rimozione assoluta della divisione attraverso l'assolutizzazione della separazione terreno/trascendente, si apre a una possibile uscita dalla religione.
- Uscita dalla religione. L'uscita dalla religione è per Gauchet un processo non storicamente necessario più che millenario. Il concetto di uscita dalla religione non corrisponde affatto al concetto weberiano di disincanto e di razionalizzazione né a quello schmittiano di secolarizzazione. Da una parte perché il disincanto e la razionalizzazione non appaiono tali che nell'autorappresentazione che la società occidentale ha di se stessa: il funzionamento delle nostre società continua a poggiarsi su dei “misteri” (le figure dello Stato e della nazione; la disgiunzione fra uomini di governo e la loro funzione; etc.); dall'altra, perché il processo che hanno vissuto le società cristiane non è riducibile a un travestimento dei concetti teologici in termini immanentistici. L'uscita dalla religione marca una trasformazione radicale nella forma di società (il passaggio da una società gerarchizzata a una società agita dal principio d'uguaglianza) e nell'esperienza che gli individui hanno di se stessi: la divisione che prima era proiettata nel rapporto con la divinità ultraterrena, tende a ricollocarsi nella società (il conflitto democratico) e nel soggetto (le diverse dimensioni dell'inconscio, del biologicamente, socialmente e storicamente determinato).
- Democrazia. La società democratica è la società all'uscita dalla religione chiamata a rispondere alle sfide che tale processo comporta. L'estinguersi della religione come elemento di configurazione dello spazio sociale (legge, sapere e potere fondati su riferimenti ultraterreni, così come le conseguenti gerarchie sociali) non significa di per sé il superamento di ogni eteronomia. Nelle società democratiche contemporanee le forme dell'eteronomia hanno un carattere tutto terreno; in particolare, è attraverso la natura che la società autolimita la propria possibilità di autodeterminazione. Si pensi alla tendenza alla naturalizzazione dell'economico, che consiste nel nascondersi l'istituzione politica del mercato in tal modo da precludersi la possibilità (o la necessità) di regolarlo, limitarlo e orientarlo. Ma si pensi anche alla fortuna dei diritti dell'uomo: l'assunzione di una politica dei diritti dell'uomo, o in altri termini di una politica ridotta a difesa delle minoranze a cui si riconosce lo sclerotizzante carattere di “naturale”, porta, secondo Gauchet, a una pericolosa rinuncia all'autogoverno e del lavoro su di sé.

## I campi d'indagine del progetto storico-filosofico di Marcel Gauchet
- Storia politica della religione.
- La dimensione collettiva dell'uscita dalla religione: storia della società democratica. 1789 e dintorni: la rivoluzione dei diritti e la rivoluzione dei poteri. La storia della laicità. L'imporsi dell'orientazione storica e la fondazione della scienza storica. Il ripiegamento totalitario. Il ripiegamento individualistico.
- La dimensione individuale dell'uscita dalla religione: l'emergere della forma-soggetto. La nascita della psichiatria. Il definirsi della nozione e dell'esperienza dell'inconscio. La formazione dell'individuo oggi e la crisi dell'educazione.

## Opere
- La Pratique de l'esprit humain : l'institution asilaire et la révolution démocratique, in collaborazione con Gladys Swain, Gallimard, Paris, 1980.
- Le Désenchantement du monde. Une histoire politique de la religion, Gallimard, Paris, 1985.
- La Révolution des droits de l'homme, Gallimard, Paris, 1989.
- L'Inconscient cérébral, Seuil, Paris, 1992.
- Dialogue avec l'insensé. Essais d'histoire de la psychiatrie, en collaboration avec Gladys Swain, Gallimard, Paris, 1994.
- La Révolution des pouvoirs : la souveraineté, le peuple et la représentation 1789-1799, Gallimard, Paris, 1995.
- Entretiens avec Marcel Gauchet (avec K. Von Bulow), Kime, coll. « Sens de l'histoire », Paris, 1997.
- Le Vrai Charcot : les chemins imprévus de l'inconscient (en collaboration avec Gladys Swain), Calmann-Lévy, Paris, 1997.
- La Religion dans la démocratie : parcours de la laïcité, Gallimard, Paris, 1998.
- La Démocratie contre elle-même, Gallimard, Paris, 2002.
- La Condition historique, Stock, Paris, 2003 (libro-intervista a cura di F. Azouvi e S. Piron).
- Pour une philosophie politique de l'éducation (en collaboration avec Marie-Claude Blais et Dominique Ottavi), Hachette littératures, coll. « Pluriel », Paris, 2003.
- La Démocratie de notre temps (avec Pierre Manent et Alain Finkielkraut), Editions du Tricorne/Répliques - France Culture, Genève, 2003.
- Le Religieux après la religion (avec Luc Ferry), Grasset, Paris, 2004.
- Un monde désenchanté ?, Éditions de l'Atelier, 2004.
- La Condition politique, Gallimard, Paris, 2005.
- La Démocratie d'une crise à l'autre, Cécile Defaut, Paris, 2007.
- L'Avènement de la démocratie, t.1, La Révolution moderne, t.2 La crise du libéralisme, Gallimard, Paris, 2007.
- Les Conditions de l'éducation (en collaboration avec Marie-Claude Blais et Dominique Ottavi), Stock, Paris, 2008.
- Histoire du sujet et théorie de la personne. La rencontre Marcel Gauchet - Jean Gagnepain, diretta insieme a Jean-Claude Quentel, Rennes, Presses Universitaires de Rennes, 2009.
- De quoi l'avenir intellectuel sera-t-il fait, avec Pierre Nora, Paris, Gallimard (Le débat), 2010.
- L'Avènement de la démocratie, t.3, A l'épreuve des totalitarismes, 1914-1974, Gallimard, Paris, 2010.

## Opere in traduzione italiana
- Il disincanto del mondo. Una storia politica della religione, Torino, Einaudi, 1992 (trad. di Augusto Comba).
- L'inconscio cerebrale, Genova, Il Melangolo, 1994.
- Tocqueville, l'America e noi, Roma, Donzelli, 1996.
- Utopia e modernità (con Robert Redeker), Roma, Città Aperta edizioni, 2004.
- (con Luc Ferry), Il religioso dopo la religione, Roma, Ipermedium, 2005.
- La democrazia contro se stessa, Troina, Città aperta, 2005 (trad. di V. Baccianini).
- Un mondo disincantato? Tra laicismo e riflusso clericale, Bari, Dedalo, 2008 (a cura di D. Frontini).
- La religione nella democrazia, Bari, Dedalo, 2009 (trad. di D. Frontini).
- Il figlio del desiderio. Una rivoluzione antropologica, Milano, Vita&Pensiero, 2011 (trad. di D. Frontini).
- La democrazia da una crisi all'altra, Roma, Ipermedium, 2011 (trad. di D. Frontini).
- Robespierre. L'incorruttibile e il tiranno, Roma, Donzelli, 2019.
- La fine del dominio maschile, Milano, Vita e Pensiero, 2019.
- Destra/Sinistra.Storia di una dicotomia, Frattamaggiore (Na), Diana edizioni, 2020.